# Thecla heraldica
Thecla heraldica är en fjärilsart som beskrevs av Dyar 1914. Thecla heraldica ingår i släktet Thecla och familjen juvelvingar. Inga underarter finns listade i Catalogue of Life.